# TT 240
Der TT 240 war ein VLCC-Schiffstyp der Howaldtswerke-Deutsche Werft in Kiel. Die TT-240-Einheiten waren die größten jemals in Kiel gebauten Schiffe.

## Geschichte
Die Bezeichnung TT 240 steht für Turbinentanker mit 240.000 Tonnen Tragfähigkeit. Die Baureihe wurde Anfang der 1970er Jahre von der Howaldtswerke-Deutsche Werft entworfen und in zwölf Einheiten von deutschen und ausländischen Reedereien geordert. Zu den elf von 1973 bis 1976 gebauten Einheiten können noch die beiden Vorgängerbauten Libra und Sagitta  gezählt werden, die den Grundentwurf mit denselben Abmessungen des Typs bildeten sowie die beiden ebenfalls daraus entwickelten Erz-Öl-Schiffe Havkong und Falkefjell. Der Baupreis lag beim Bau der Schiffe Faust und Egmond bei 130 Millionen DM, spätere Einheiten kosteten 125 Millionen DM und wurden zum Teil mit Bundesmitteln aus dem Anfang 1973 zur Absicherung der deutschen Rohölversorgung verabschiedeten Tankerhilfe-Programm zu jeweils 15 % (etwa 17,5 Millionen Mark) subventioniert. Im Zuge der Tankerkrise wurden mehrere der TT 240-Einheiten aufgelegt, einige, wie die Westfalen oder die Wilhelmine Essberger wurden gar nicht erst in Fahrt gesetzt, sondern direkt von der Bauwerft zu einem Aufliegeplatz verholt.
Abgelöst werden sollte der Schiffstyp von einer ULCC-Serie mit 480.000 Tonnen Tragfähigkeit, für die mindestens vier feste Bestellungen vorlagen, die aber aufgrund der Ölkrise nicht mehr gebaut wurden.
Die schlechte Konjunktur in der Tankschifffahrt der späten 1970er und 1980er Jahre aufgrund der Wiedereröffnung des Suezkanals und der großen Tonnage-Überkapazitäten führte dazu, dass ein großer Teil der TT-240-Einheiten schon Mitte der 1980er Jahre wieder verschrottet wurde. Das Typschiff der Serie sank nach einer Explosion in den Tanks, die sich während des Tankwaschens ereignete, ein zweites Schiff wurde durch eine Explosion zum Totalverlust und ein anderes wurde im Iran-Irakkrieg durch Raketenbeschuss so schwer beschädigt, dass es später abgebrochen wurde. Die Einheiten, die länger überdauerten wurden teilweise zu schwimmenden Öllagern umgebaut. Das am längsten in Fahrt gehaltene Fahrzeug der Baureihe, die Ailsa Craig blieb jedoch rund 38 Jahre im Dienst. Die ehemalige Egmond wurde erst Anfang September 2012 in Gadani zum Abbruch auf den Strand gefahren.

## Beschreibung
Die Schiffe sind als reine Rohöltanker in Einhüllenbauweise ausgelegt. Das Deckshaus war weit achtern über dem Maschinenraum angeordnet, der nach oben verjüngte Schornstein stand getrennt davon auf einen eigenen Decksaufbau hinter dem Deckshaus. Die Tanker haben für die Ladung fünf Mittel- und zehn, beziehungsweise zwölf Seitentanks und dazu einen, beziehungsweise zwei Sloptanks sowie zwei Seitentanks für Ballastwasser. Das Manifold mit zwei Ladebäumen war mittschiffs platziert. Die Tragfähigkeit betrug etwa 240.000 Tonnen, das Ladetankvolumen rund 281.000 Kubikmeter. Für den Ladungsumschlag standen vier dampfgetriebene Hauptladeölpumen von jeweils 3500 Kubikmetern Förderkapazität in der Stunde und eine Restepumpe zur Verfügung. Den Wünschen der Auftraggeber entsprechend wurden innerhalb der Bauserie einige Anpassungen durchgeführt.
Als Antriebsanlagen diente je eine Dampfturbine des Typs AEG AKS 30-1.9V, beziehungsweise Kawasaki, die ihre Leistung (je nach Typ 32.000 oder 30.000 PS) über ein De Schelde-Getriebe an einen einzelnen Festpropeller abgab.

## Die Schiffe (Auswahl)
| HDW TT 240                   | HDW TT 240 | HDW TT 240 | HDW TT 240      | HDW TT 240                                                                       | HDW TT 240 |
| Bauname                      | Baunummer  | IMO-Nummer | Ablieferung     | Auftraggeber                                                                     | Verbleib |
| ---------------------------- | ---------- | ---------- | --------------- | -------------------------------------------------------------------------------- | --- |
| Libra                        | 13         | 7041467    | 1971            | Illy Tankers, Monrovia                                                           | Kiku Maru, Eastern Eagle, Cordoba, Libra, Albahaa B, am 3. April 1980 vor der ostafrikanischen Küste auf einer Balastreise von Durban nach Quoin Island nach Explosion im Laderaum etwa 200 Seemeilen vor Dar-es-Salaam in Position 07,00°S; 045,00°E gesunken (sechs Tote)                                 |
| Sagitta                      | 20         | 7110880    | 1971            | Shai Tankers, Monrovia                                                           | 1981 Pilio, 1985 verschrottet |
| Havkong                      | 46         | 7304936    | 1973            | A/S Havtor P. Meyer, Oslo                                                        | 1976 World Recovery, ab 27. März 1994 in Gadani verschrottet |
| Faust                        | 55         | 7305588    | 1973            | Gelsenberg AG, Essen                                                             | Puma, am 24. September 1983 zum Abbruch in Kaohsiung eingetroffen |
| Falkefjell                   | 56         | 7329041    | 1973            | Olsen & Ugelstad, Oslo                                                           | 1976 aufgelegt, 1976 Konkar Dinos 1990 Konkar Alpin, am 18. Juli 1996 zum Verschrotten in Gadani angeliefert |
| Egmond                       | 58         | 7349950    | Februar 1974    | Gelsenberg Scheepvaart Maatschappij, Monrovia Veba Poseidon Schifffahrt, Hamburg | 1982 Good News, 1991 Umbau zum FSO Ailsa Craig, Abbruch ab September 2012 bei Hyder Shipbreaking Plot, Gadani |
| Minerva                      | 59         | 7349962    | 1974            | UK Tankschiff Reederei, Hamburg                                                  | 1982 St. Benedict, 1983 Pogeez, 1984 Katarina Sea, 1984 Caribbean Breeze, 1985 Umm Al Qurah, 1986 Alvand, ab April 1995 verschrottet |
| Victoria                     | 60         | 7349974    | 19. Juli 1974   | UK Tankschiff Reederei, Hamburg                                                  | 1983 Virginia, 1985 verschrottet |
| Westfalen                    | 63         | 7361829    | September 1974  | VEBA-Chemie, Hamburg                                                             | nach Fertigstellung aufgelegt, 1983 als Jaguar in Fahrt gesetzt, 1984 verschrottet |
| Sanko Crest                  | 72         | 7361843    | 1975            | Crest Maritime Corp., Monrovia Sanko Line, Tokio                                 | 1985 Crest, 1985 verschrottet |
| Sanko Stresa                 | 73         | 7361855    | 1975            | Stresa Shipping Corp., Monrovia Sanko Line, Tokio                                | 1985 Stresa, 1990 Ambra Stresa, 1993 Stresa, 1998 verschrottet |
| Wilhelmine Essberger         | 75         | 7361879    | Juni 1975       | Reederei Schifffahrtsgesellschaft Mittelmeer, Hamburg John T. Essberger, Hamburg | Washington Enterprise, Western Enterprise, Riannon |
| Schleswig-Holstein           | 77         | 7361893    | 2. Februar 1976 | Trave Schifffahrts-Gesellschaft, Lübeck Egon Oldendorff, Lübeck                  | 1981 in Dubai aufgelegt, 1983 wieder in Fahrt als Energy Renown, 1991 New Renown, 1993 als FSO, Totalverlust nach Explosion am 19. Juni 2001 |
| Niedersachsen                | 78         | 7361908    | 1976            | Trave Schifffahrts-Gesellschaft, Lübeck Egon Oldendorff, Lübeck                  | 1983 Ninemia, am 15. Dezember 1984 südlich von Charg durch irakische Exocet-Rakete beschossen (ein Toter) und am Folgetag im Schlepp in Position 27°29,30'N; 050°35,30'E erneut beschossen, Totalverlust, 1985 Mia, am 22. März 1985 bei Shyeh Sheng Huat Steel in Kaoshiung zur Verschrottung eingetroffen |
| Havdrott                     | 85         | 7361946    | August 1976     | A/S Havdrott P. Meyer, Oslo                                                      | 1985 Promotor, 1986 bei Sembawang, Singapur in FSO Citra Ayu umgebaut, Abbruch ab Oktober 2004 in China |
| Daten: Equasis, grosstonnage |            |            |                 |                                                                                  | |